# Holcopasites linsleyi
Holcopasites linsleyi là một loài Hymenoptera trong họ Apidae. Loài này được Cooper mô tả khoa học năm 1993.